# Colher de rapé

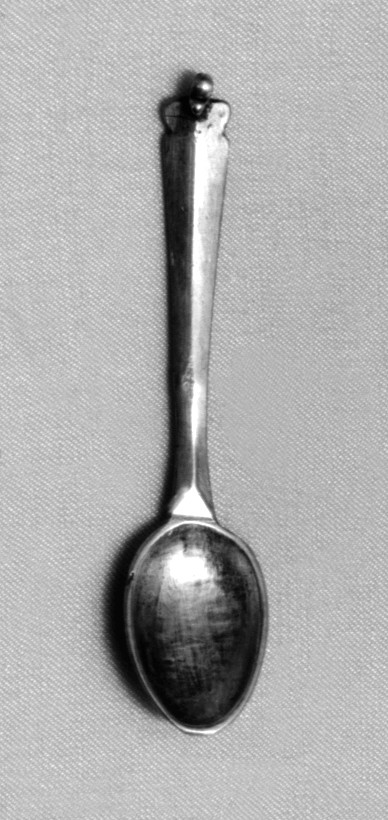
Colher de rapé em prata do século XVIII, produzida na Alemanha, medindo 4,8 centímetros de comprimento

Uma colher de rapé (em inglês: snuff spoon) é uma colher pequena utilizada para a insuflação nasal de substâncias em pó. Historicamente, essas colheres foram utilizadas para o consumo de substâncias psicoativas na América pré-colombiana, posteriormente para rapé no século XVIII, e, no século XX, para cocaína, razão pela qual também são conhecidas como cocaine spoon e coke spoon (colher de coca). Algumas legislações locais nos Estados Unidos consideram essas colheres pequenas demais, e que por isso supostamente seriam "inadequadas para os usos típicos e legais de uma colher" de uma colher, considerando-a uma parafenália de drogas [en].
Essas colheres são tão pequenas que, por vezes, são confundidas com miniaturas ou colheres de brinquedo. Seu formato seguede perto os modelos das colheres maiores, o que permite utilizá-las como referência para datar os porta-objetos em que eram guardadas.

## História

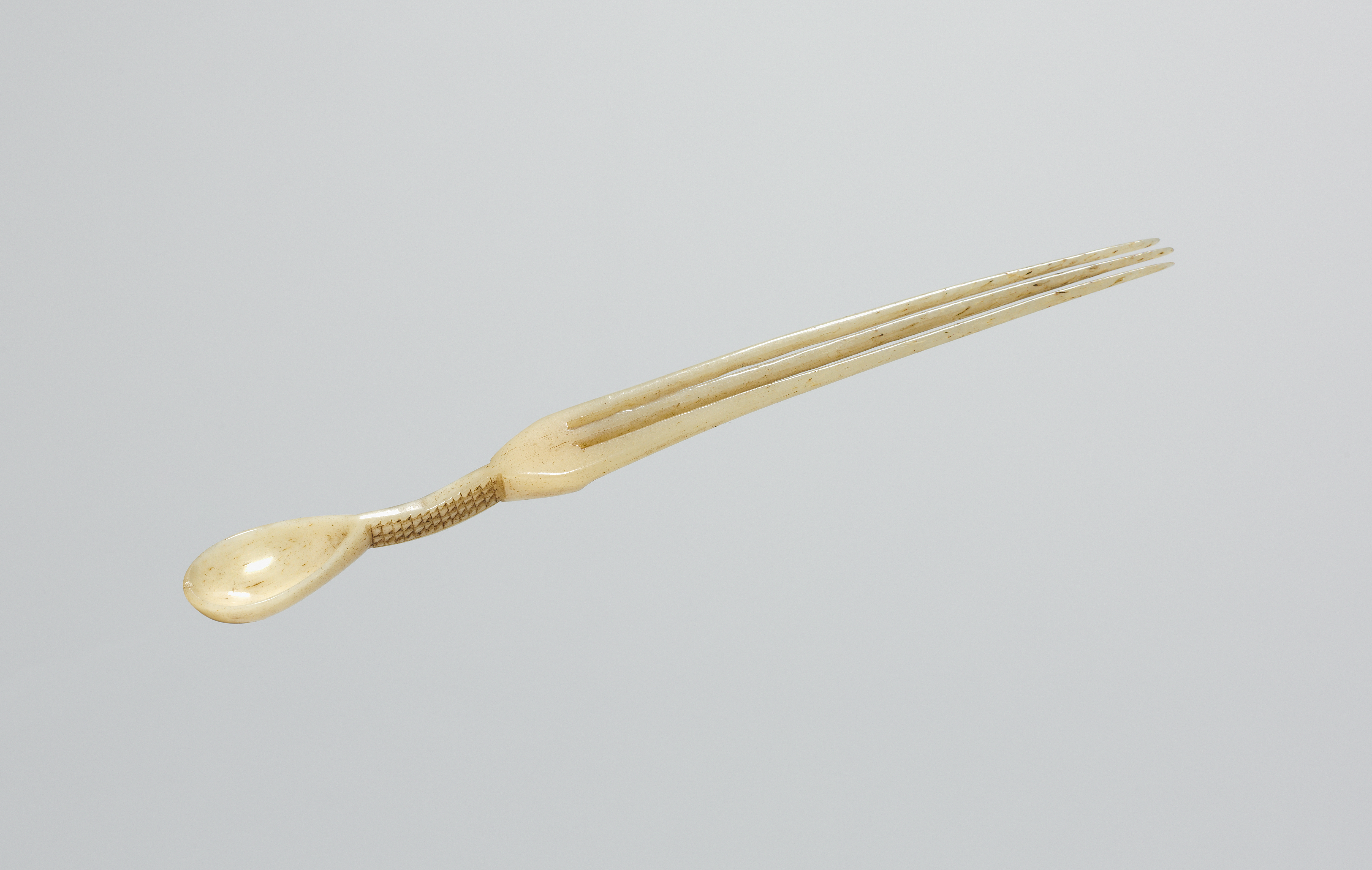
Uma colher/pente zulu para uso de rapé (marfim, século XIX)

As  colheres de rapé  possuem uma longa história. Elas foram encontrads, por exemplo, no sítio arqueológico de Chavin de Huantar, no Peru (estima-se que foram utilizadas há mais de 2000 anos para o consumo de rapé preparado com Anadenanthera colubrina, que possui propriedades alucinógenas), assim como na África do Sul, onde a combinação de um pequeno pente e uma colher fez com que alguns pesquisadores sugerissem que a colher também era usada ou limpador de ouvido ou para coçar a cabeça.
Na Inglaterra, o rapé (tabaco em pó) surgiu no final do século XVII e rapidamente se popularizou, juntamente com a parafernália para seu consumo. O usuário retirava o rapé com a colher na mão direita, depositava a substância sobre o dorso da mão esquerda e aspirava a partir daí. A combinação de um pequeno frasco e uma colher, que também funcionava como rolha, antecedeu a criação da porta-objetos. No final do século XIX, essas colheres deixaram de ser utilizadas.

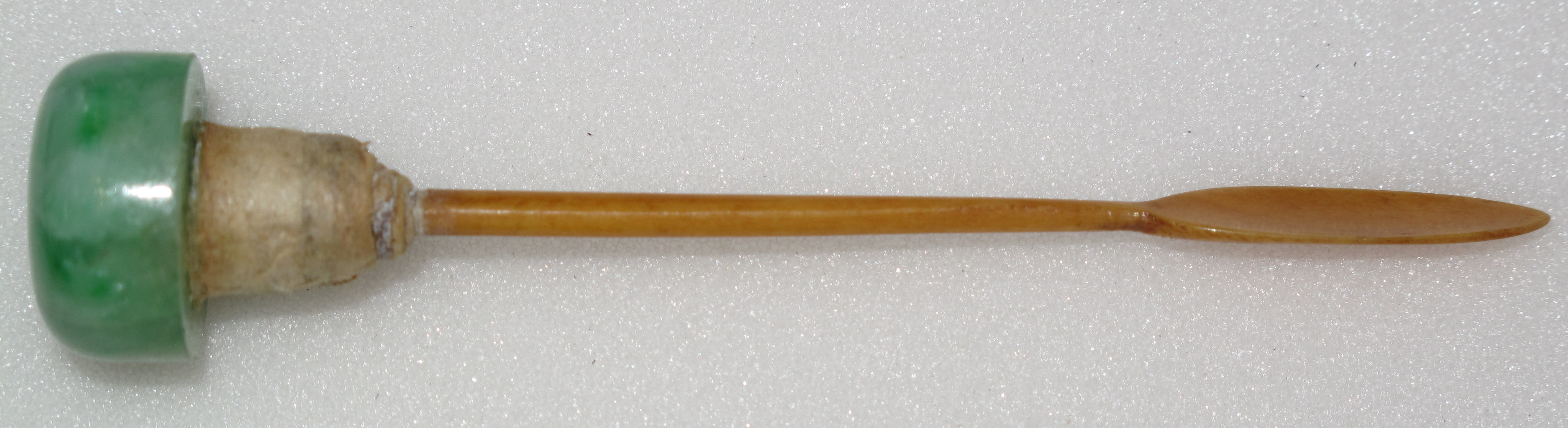
Colher de rapé chinesa (com rolha)

Nos Estados Unidos, a rede de comida rapida McDonald's fornece palitos de mexer para misturar o café, enquanto em outras regiões do mundo utiliza-se uma pequena colher plástica. De acordo com Graybosch, isso se deve a um rumor dos anos 1960, segundo o qual essas colheres poderiam ser usadas para inalar cocaína.